# Серединний багатокутник
В геометрії серединний багатокутник багатокутника P — це багатокутник, вершини якого є серединами ребер P. Його іноді називають багатокутником Каснера на честь Едварда Каснера, який «для стислості» назвав його «вписаним багатокутником».

Серединний трикутник

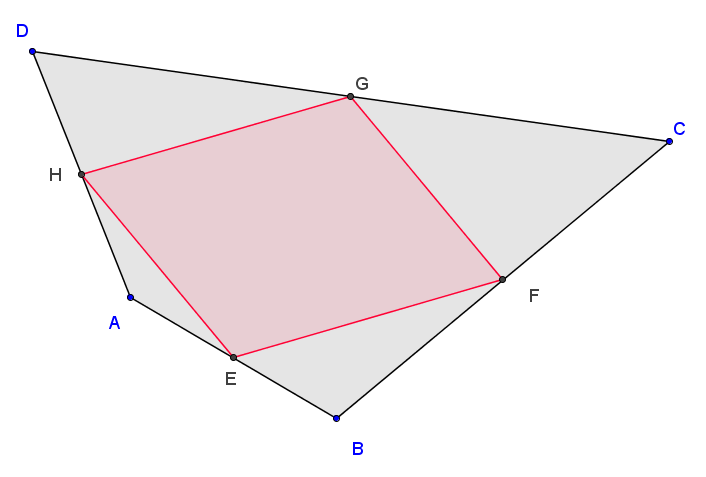
Паралелограм Варіньона

## Приклади

### Трикутник
Серединний багатокутник трикутника називається серединним трикутником. Він має ті ж центроїд і медіани, що й вихідний трикутник. Периметр серединного трикутника дорівнює півпериметру вихідного трикутника, а площа становить одну чверть площі вихідного трикутника. Це можна довести використовуючи теорему про середину трикутників і формулу Герона. Ортоцентр серединного трикутника збігається з центром описаного кола вихідного трикутника.

### Чотирикутник
Серединний багатокутник чотирикутника є паралелограмом, який називається його паралелограмом Варіньона. Якщо чотирикутник простий, площа паралелограма дорівнює половині площі вихідного чотирикутника. Периметр паралелограма дорівнює сумі діагоналей вихідного чотирикутника.

## Подальше читання
- Berlekamp, Elwyn R.; Gilbert, Edgar N.; Sinden, Frank W. (March 1965), A Polygon Problem, American Mathematical Monthly (англ.), 72 (3): 233—241, doi:10.2307/2313689, JSTOR 2313689
- Cadwell, J. H. (May 1953), A Property of Linear Cyclic Transformations, The Mathematical Gazette[en] (англ.), 37 (320): 85—89, doi:10.2307/3608930, JSTOR 3608930
- Clarke, Richard J. (March 1979), Sequences of Polygons, Mathematics Magazine[en] (англ.), 52 (2): 102—105, doi:10.2307/2689847, JSTOR 2689847
- Croft, Hallard T.; Falconer, K. J.; Guy, Richard K. (1991), B25. Sequences of polygons and polyhedra, Unsolved Problems in Geometry (англ.), Springer, с. 76—78
- Darboux, Gaston (1878), Sur un problème de géométrie élémentaire, Bulletin des sciences mathématiques et astronomiques, Série 2  (фр.), 2 (1): 298—304
- Gau, Y. David; Tartre, Lindsay A. (April 1994), The Sidesplitting Story of the Midpoint Polygon, Mathematics Teacher (англ.), 87 (4): 249—256, doi:10.5951/MT.87.4.0249